# Ii Yōhō

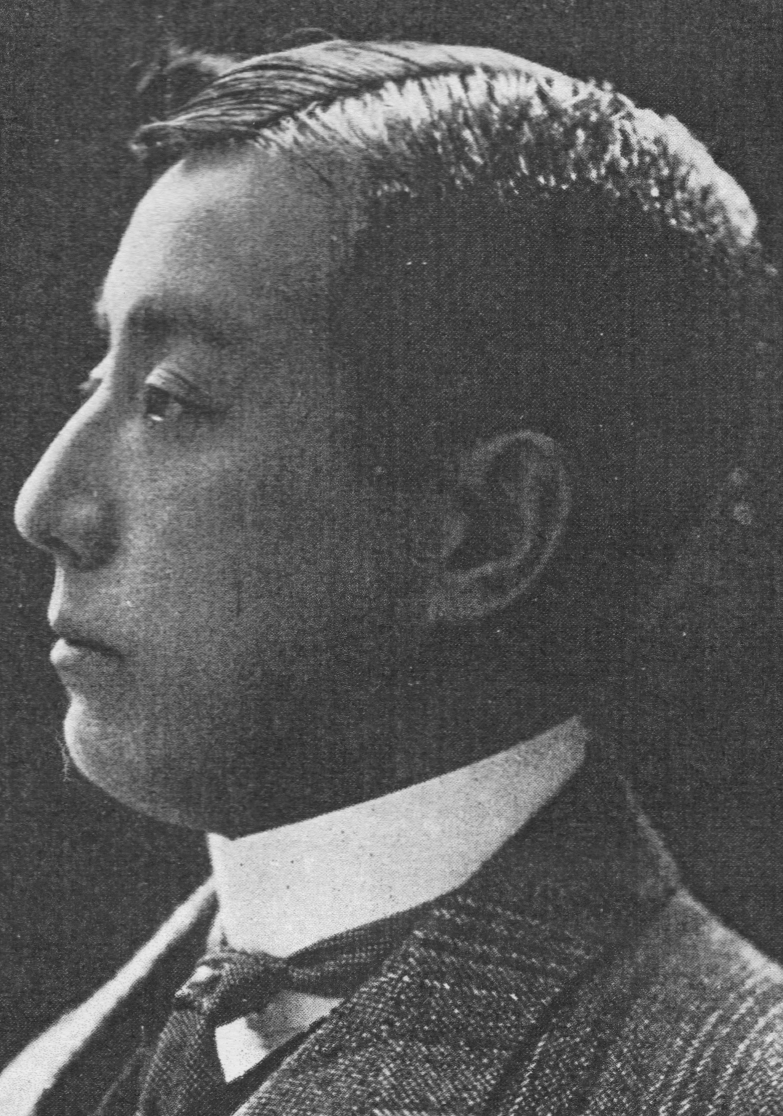
Ii Yōhō 1907

Ii Yōhō (japanisch 伊井 蓉峰, eigentlich Ii Shinzaburō; geboren 30. September 1871 in Tokio; gestorben 15. August 1932) war ein japanischer Schauspieler.

## Leben und Wirken

### Frühe Jahre
Ii Yōhōs Vater war ein Fotograf, Kitaniwa Tsukuba, der in Asakusa als Exzentriker galt. Yōhō studierte an einer Vorbereitungsschule für das Medizinstudium, dann an der Deutschen Schule (独逸協会学校, Doitsu kyōkai gakkō) und arbeitet ab dem 18.&bvsp;Lebensjahr als Laufbursche bei der „Kōbe Mitsui Bank“. Ursprünglich strebte er danach, Zeitungsreporter und Romanautor zu werden. Er konsultierte den besten Freund seines Vaters, einen  Gelehrten der westlichen Wissenschaften, Ōtsuki Joden (大槻 如電; 1875–1931), und der war aber dagegen. Dann erfuhr er von Kawakami Otojirō (川上 音二郎; 1864–1914), der aus Europa zurückgekommen war und Boulevard-Stück aufführte.
Nachdem Ii Yoda Gakkai (依田 学海; 1834–1909) besucht hatte, einen Gelehrten des Chinesischen, der auch an der Verbesserung des Theaters arbeitete, wandte er sich der Schauspielerei zu. Er schloss sich 1891 auf Empfehlung von Gakkai der „Kawakami Otojiro-Truppe“ an, die in Asakusa im Nakamuraza (中村座) aktiv war. Er zog sich jedoch sofort zurück, weil er Kawakamis Spiel und seine arrogante Persönlichkeit nicht mochte. Im selben Jahr startete er mit Unterstützung von Gakkai eine Bewegung zur Verbesserung des Theaters mit Chitose Beiha (千歳 米坡) an dessen Theater „Saibikan“ (済美館) in Asakusa. Etwa ab dieser Zeit nannte er „Yōhō“ (蓉峰), ein Künstlername, der ihm von Gakkai als eine andere Bezeichnung für den Berg Fuji empfohlen worden war.

### Erfolge
Nachdem die Bewegung gescheitert war, wechselte Ii dann wieder zur Kawakami-Truppe. 1895 gründete er dann mit Satō Toshizō (佐藤 歳三; * 1869) und Mizuno Yoshimi (水野 好美; gest. 1928) das Isami-Theater (伊佐水演劇) in Asakusa und trat auch in kleinen Theater in der Stadt auf. Ab 1896 nannte er sein Theater in „Ii-Ichiza“ (伊井一座) und trat mit Kawai Takeo (河合 武雄; 1877–1942) und anderen 1898 auch im Kabukiza-Theater auf. 1902 wurde eine Probeaufführung von Chikamatsus „Shinjū Temmōshima“ (心中天網島) im Masagoza (真砂座) bei Intellektuellen beliebt. Seitdem wurden Stücke der moderne Literatur wie die von Natsume Sōseki, Mori Ōgai und Fujimura sowie Shakespeare-Stücke originalgetreu aufgeführt und fanden Anerkennung.
1909 wurde Ii Vorsitzender der „Großen Vereinigung für Neues Theater“ (新派大合同, Shinpa dai gōdō), trat im Hongo-za (本郷座) auf und gewann an Popularität. 1912, im ersten Jahr der Taishō-Zeit, wurde er Vorsitzender des „Meiji-za“ (明治座). 1917 wurde er Mitglied des Filmunternehmens Shōchiku und gehörte mit Kawai Takeo und Kitamura Rokurō (1871–1961) zu den „Drei Köpfen der Shimpa-Bewegung“. Während die Theaterleute der Kantō-Region nach dem großen Kantō-Erdbeben im Jahr 1923 nach Kansai zogen, blieb er in Tokio und kämpfte für das Fortbestehen des Theaters. Er machte aus einem dreiseitigen Artikel, der damals in der Zeitung erschien, ein zeitgenössisches Theaterstück. Er trat 1928 auf in dem Film „Jitsuroku chūshingura“ (実録忠臣蔵) – „Wirklicher Bericht über die 47 Rōnin“ unter der Regie von Makino.
Danach begann Ii mit seinem Adoptivsohn Ii Tomozaburō (伊井 友三郎; 1899－1971) das Unternehmen „Hongoku geki“ (本国劇), kehrte aber 1917 zu Shōchiku zurück. Ein Jahr nach seiner Rückkehr wurde „Futasuji michi“ (二筋道) – „Weg-Gabelung“ ein großer Kinohit. Er spielte den Kan’ichi in „Kin’iro no Yasha“ (金色夜叉) –„Der goldenen Yasha“ und Hayase in „Onna keizu“ (婦系図) – „Weiblicher Stammbaum“, Filme, die ebenfalls erfolgreich waren.
Zu Iis Büchern gehören „Ii Yōhō Screenplay Collection“ (伊井蓉峰脚本集, Ii Yōhō Kyakuhon-shū) und „Theory of Japanese Theatre“ (日本の演劇の説, Nihon no engeki no setsu).